# Relaciones Israel-Marruecos
Las relaciones entre Israel y Marruecos se refieren a las relaciones oficiales entre el Estado de Israel y el Reino de Marruecos.
Aunque Marruecos no ha reconocido Israel como estado hasta 2020, la relación entre ambos país se ha mantenido secreta casi desde el establecimiento del estado israelí en 1948. Desde hace muchos años, el rey marroquí Hassan II facilitó las relaciones secretas con Israel, y fue considerada un instrumento para la estabilización y la anulación de cualquier amenaza a la monarquía fuera del país. La relación secreta entre ambos países ha sido fundamental para establecer lazos entre ambos países. El pasaporte israelí es aceptado para la entrada en Marruecos sin un visado en la llegada. El 10 de diciembre de 2020, Israel y Marruecos acordaron establecer relaciones diplomáticas, convirtiéndose en el sexto país de la liga Árabe en reconocer Israel y el cuarto en el espacio de cuatro meses, después de Baréin, Emiratos Árabes Unidos y Sudán.

## Historia

### Primeros años
Marruecos tiene una comunidad judía importante, anterior al establecimiento del estado israelí en 1948, y cientos de miles de judíos israelíes tienen linajes con alguna reminiscencia de Marruecos. El reino alauí ha estado formalmente en guerra con Israel desde 1948, lo cual culminó con los disturbios de Oujda y Jerada contra los judíos, en ese mismo año. Esto llevó a los judíos a abandonar el país.

### Reinado del rey marroquí Hassan II

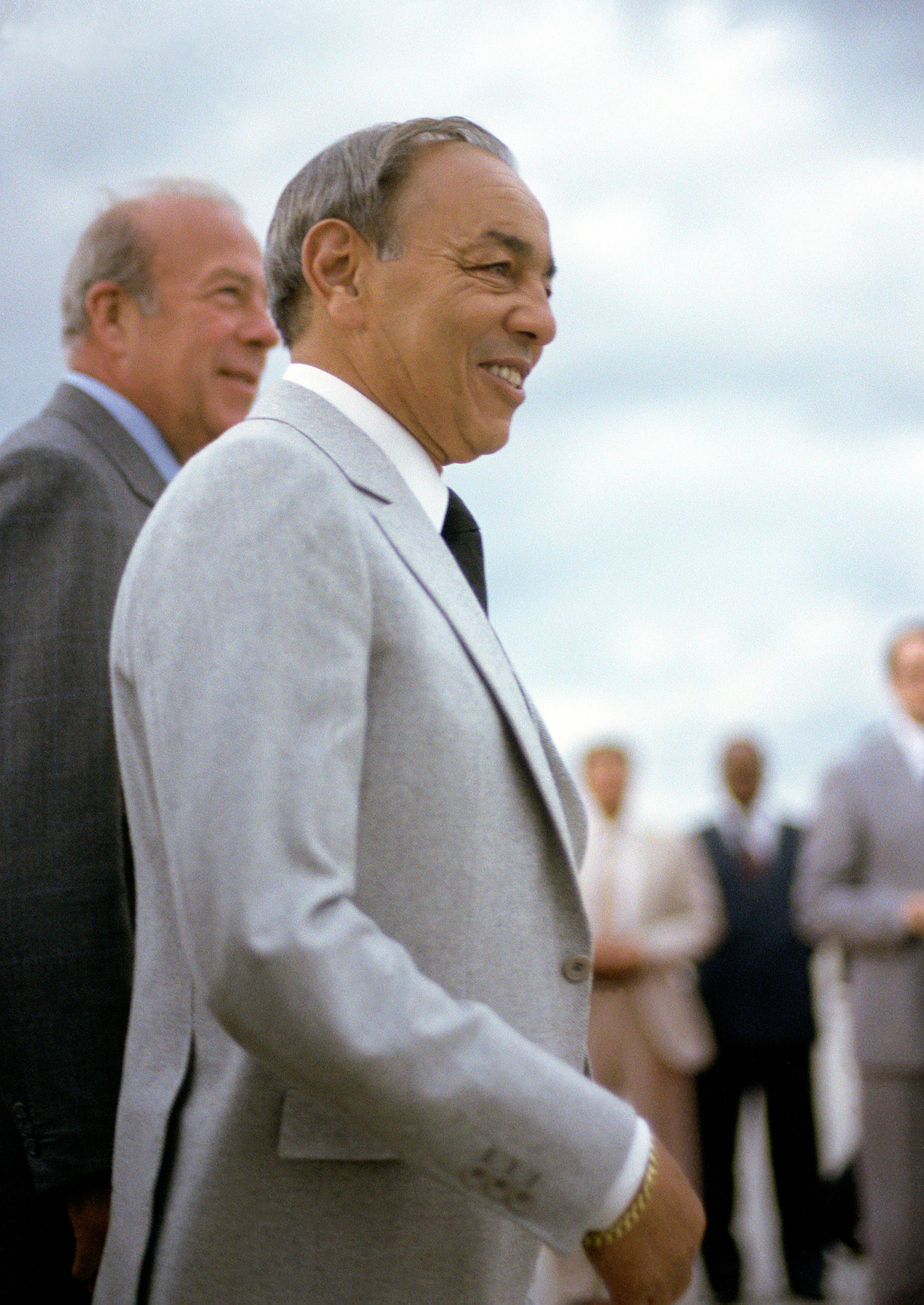
Rey de Marruecos Hassan II

Aun así, bajo el reinado marroquí de Hassan II que comenzó en 1961, éste se caracterizó por la controversia debido a la cercanía de Hassan II con Israel. Se descubrió que el rey alauí invitó a agentes del Mossad y del Shin Bet a la conferencia de la Liga Árabe en Casablanca. Israel, con la información obtenida, consiguió importantes victorias militares contra Egipto, Jordania y Siria en la Guerra de los Seis Días. Antes de la guerra, el rey Hassan II desarrolló una relación de mutua colaboración con la inteligencia israelí, que le ayudó a llevar a cabo una operación en Francia para secuestra y hacer "desparecer" a Mehdi Ben Barca, un disidente marroquí y líder opositor de la izquierda que se había instalado en París. Las cercanas relaciones entre los líderes israelíes y marroquíes ha sido objeto de debate durante muchos años, incluso dentro de la sociedad marroquí.
En 1975, el estallido de la Guerra del Sahara Occidental impulsó a Marruecos a buscar ayuda puntual a la inteligencia israelí, que habrían ayudado a reorganizar las Fuerzas Armadas Marroquíes y también se cree que habría colaborado en la construcción del Muro del Sahara Occidental. Colaboraciones que ambos países niegan que hayan existido. Durante la década de 1980, Hassan II intento romper el bloqueo para reconocer a Israel con un encuentro con el primer ministro israelí, Simon Peres en Rabat en 1986, pero la reacción y las protestas de la Liga Árabe hicieron al rey desistir del intento. Aun así Hassan II y Peres mantuvieron el contacto, y el mismo Peres transmitió sus condolencias ante la muerte del rey en 1999.

### Reinado del rey Mohammed VI

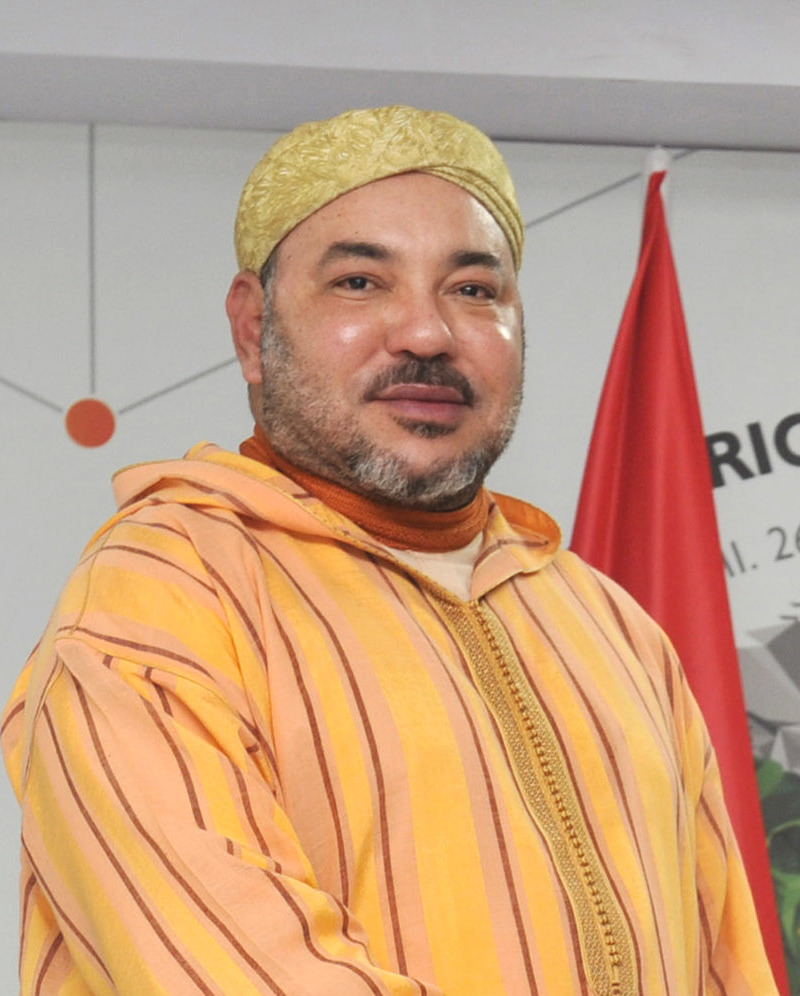
Rey de Marruecos Mohammed VI

De la misma forma que Hassan II, su hijo Mohammed VI, que inició su reinado en 1999, mantuvo su acercamiento pragmático y mantuvo el contacto de forma secreta entre Marruecos e Israel. El consejero Mohammed VI, André Azoulay, es marroquí judío que ha facilitado el crecimiento tanto económico como político del reino alauí, además de mantener contacto con Israel.
Marruecos ha intentado mediar para resolver el conflicto árabe-israelí, enviando a otro judío cercano a Israel, Sam Ben Shitrit, a negociar con ambas partes para llegar a un acuerdo.
Los dos países establecieron relaciones diplomáticas de bajo nivel durante la década de 1990, después de los acuerdos de paz con los palestinos, que fueron suspendidos después del inicio de la Intifada de Al-Aqsa en 2000. Los dos países han mantenidos lazos informales desde entonces, con unos 50.000 israelí viajando a Marruecos cada año.
Debido al creciente sentimiento antiiraní en ambos lados, así como ambos países teniendo problemas con el régimen iraní liderado por los islamistas conservadores, Marruecos e Israel han buscado estrechar sus relaciones. Ambos países han participado en la Conferencia de Varsovia de febrero de 2019, liderada por Estados Unidos, con un marcado interés antiiraní. A esto siguieron los rumores de que Marruecos intentaba normalizar sus relaciones con Israel, lo que provocó protestas en contra.

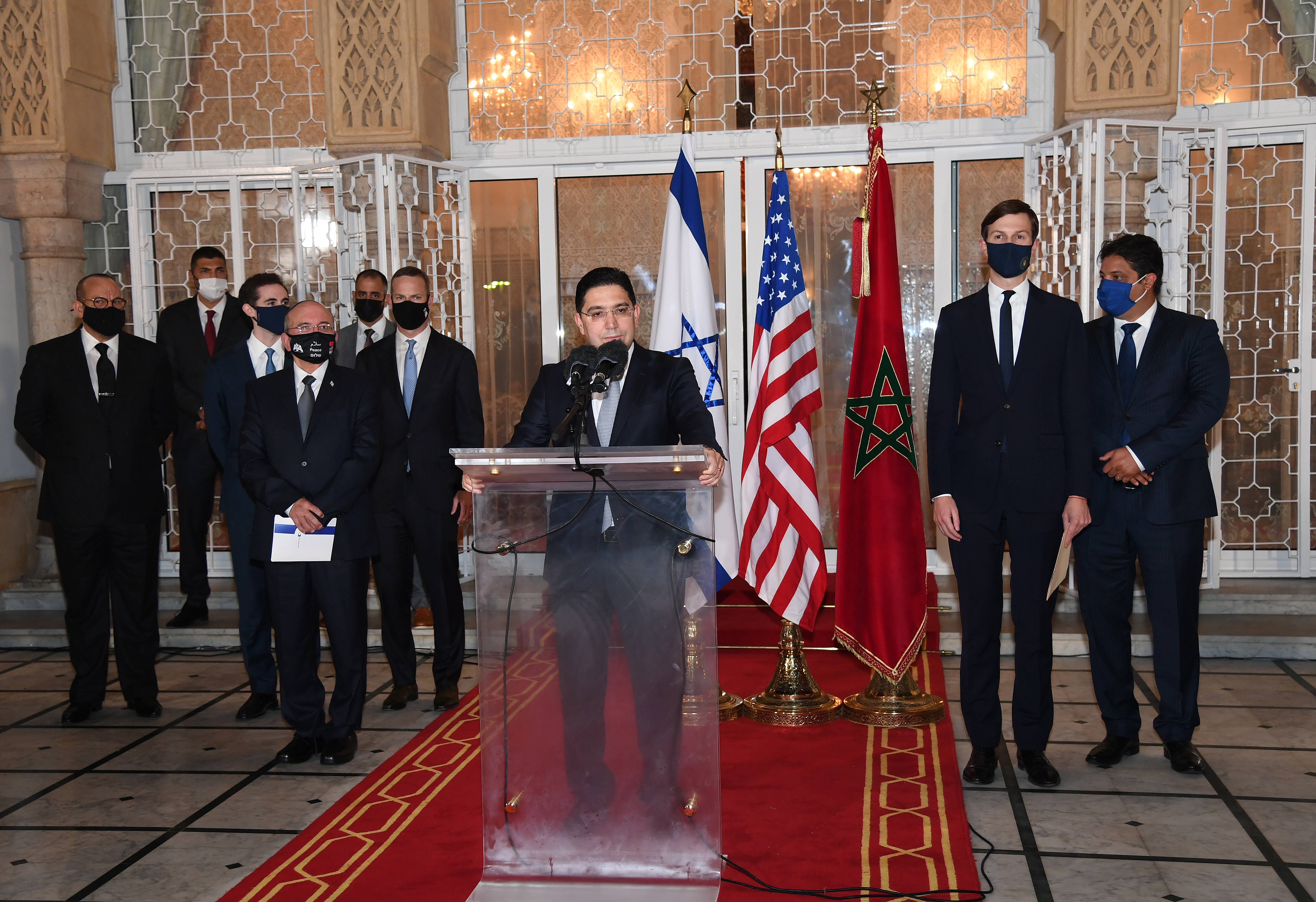
Visita de la delegación conjunta israelí-estadounidense a Rabat, en diciembre de 2020

#### Inicio del reconocimiento mutuo
A inicios del año de 2020, Marruecos recibió tres drones israelíes como parte de un acuerdo de compra de armamento de 48 millones de dólares. Fue el preludio de los acuerdos posteriores que seguirían. En septiembre de 2020, el presidente Donald Trump anunció que estaba negociando para establecer un puente aéreo comercial entre Rabat y Tel Aviv.
El 10 de diciembre de 2020, Donald Trump anunció que Israel y Marruecos habían establecido un acuerdo de relaciones diplomáticas completas, a su vez anunciaba que Estados Unidos reconocían la reclamación territorial de Marruecos sobre el Sahara Occidental urgiendo a las partes a "negociar una solución aceptable mutua" usando el plan propuesto de autonomía de Marruecos como marco. Marruecos entonces comunicó al primer ministro israelí Benjamin Netanyahu su reconocimiento del estado israelí. El 22 de diciembre, El Al anunció su primera línea aérea comercial entre Israel y Marruecos después de la normalización de relaciones. El asesor del presidente estadounidense Jared Kushner y el asesor de seguridad nacional de Israel Meir Ben-Shabbat estaban entre los cargos de alto rango a bordo del primer vuelo.

## Judíos en Marruecos
Los judíos han tenido una larga presencia histórica en Marruecos, donde han mantenido la comunidad judía más grande dentro del mundo árabe. El gobierno marroquí ha tolerado la comunidad judía, incluso después del establecimiento del estado israelí en 1948 facilitando secretamente la comunicación entre Israel y Marruecos. Las emigración marroquí judía en Israel ha continuado y ha mantenido fuertes vínculos con el resto de las comunidades judías. Las mellahs marroquíes (barrios judíos) existen en numerosas ciudades.
Marruecos es la única nación árabe en tener un museo judío, el cual ha sido alabado por marroquíes y también por comunidades judías. Existe una importante comunidad de judíos marroquíes por el mundo.